# Wasenmühle (Langenzenn)
Wasenmühle (fränkisch: Wohsea-miel) ist ein Gemeindeteil der Stadt Langenzenn im Landkreis Fürth (Mittelfranken, Bayern). Wasenmühle liegt in der Gemarkung Langenzenn.

## Geographie
Die Einöde liegt an der Zenn und ist über den Wasenmühlweg erreichbar. Unmittelbar südlich liegt die Gewerbegebiet Ost 1 und die städtische Kläranlage.

## Geschichte
Der Ort wurde im Salbuch des Amtes Cadolzburg von 1414 als „mule auf dem Wasen“ erstmals urkundlich erwähnt. Dem Ortsnamen liegt der Flurname Wasen (= Grünland, Feuchtwiese) zugrunde.
Gegen Ende des 18. Jahrhunderts gehörte die Wasenmühle zur Realgemeinde Langenzenn. Die Mühle hatte das brandenburg-ansbachische Kastenamt Cadolzburg als Grundherrn. Unter der preußischen Verwaltung (1792–1806) des Fürstentums Ansbach erhielt die Wasenmühle die Hausnummer 157 des Ortes Langenzenn.
Von 1797 bis 1808 unterstand der Ort dem Justiz- und Kammeramt Cadolzburg. Im Rahmen des Gemeindeedikts wurde Wasenmühle dem 1808 gebildeten Steuerdistrikt Langenzenn und der im selben Jahr gebildeten Munizipalgemeinde Langenzenn zugeordnet.

### Baudenkmäler
- Wasenmühle 1: Wohn- und Mühlengebäude mit Abstell- und Stallgebäude[9]
- Brücke über die Zenn[9]

### Einwohnerentwicklung
| Jahr      | 001818 | 001840 | 001861 | 001871 | 001885 | 001900 | 001925 | 001950 | 001961 | 001970 | 001987 |
| Einwohner | *      | 7      | 10     | 12     | 10     | 7      | 7      | 17     | 7      | 7      | *      |
| Häuser    | *      | 2      |        |        | 1      | 1      | 1      | 2      | 2      |        | *      |
| Quelle    | [ 7 ]  | [ 11 ] | [ 12 ] | [ 13 ] | [ 14 ] | [ 15 ] | [ 16 ] | [ 17 ] | [ 18 ] | [ 19 ] | [ 20 ] |

## Religion
Der Ort ist seit der Reformation evangelisch-lutherisch geprägt und bis heute in die Trinitatiskirche (Langenzenn) gepfarrt. Die Einwohner römisch-katholischer Konfession waren ursprünglich nach St. Michael (Wilhermsdorf) gepfarrt, heute ist die Pfarrei St. Marien (Langenzenn) zuständig.